# Министерство здравоохранения КНР
Министерство здравоохранения Китайской Народной Республики является исполнительным органом государства, которое играет роль в предоставлении информации, повышении осведомленности о здравоохранении и образования, обеспечении доступности медицинских услуг, а также контроле качества медицинских услуг, предоставляемых гражданам и туристам на материковой части Народной Республики Китая.
Министерство здравоохранения также участвует в контроле заболеваемости населения, в координации использования ресурсов и кадров там, где это необходимо. Оно также сотрудничает и поддерживает связь с другими международными и локальными министерствами здравоохранения и ведомствами, (включая автономии и ВОЗ)

## Функции
Министерство здравоохранения отчитывается непосредственно Государственному совету. Его функции включают в себя:
- Создание законов, постановлений, планов и политики в области охраны здоровья
- Разработка политики по беременности и родам и программ по уходу за детьми
- Профилактика заболеваний и лечение
- Контроль над распространением эпидемий
- Донорство крови
- Реформирование медицинских учреждений
- Контроль государственных больниц
- Содействие медицинским наукам и поддержка проектов по технологическому развитию
- Повышение стандартов качества для продуктов питания и косметики
- Контроль над медицинским образованием и установление соответствующих стандартов
- Управление Пекинским медицинским училищем и Китайской академией медицинских наук
- Контроль над Государственным управлением традиционной китайской медицины